# قفط
قفط نام شهر و شهرستانی در استان قنا مصر است.